# Filomeno da Câmara de Melo Cabral

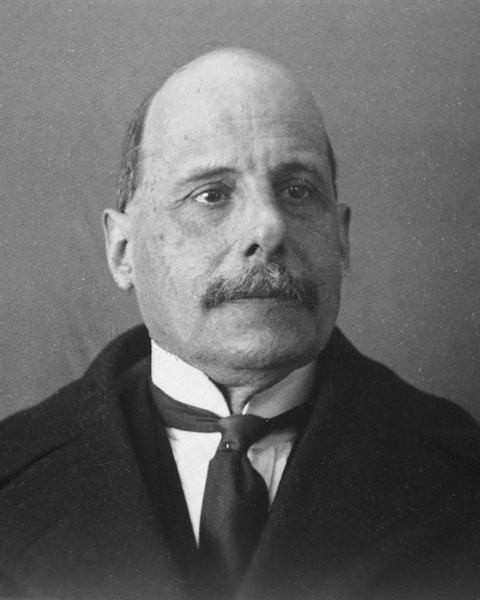
Filomeno da Câmara de Melo Cabral

Filomeno da Câmara de Melo Cabral (* 10. Februar 1873 in Ponta Delgada, Azoren, Portugal; † 27. Januar 1934 in Lissabon) war ein portugiesischer Offizier, Kolonialverwalter und Politiker.

## Familie
Filomeno da Câmara de Melo Cabral war der Sohn von Filomeno da Câmara Velho de Melo Cabral, Arzt und späterer Dekan der Universität in Coimbra, und Maria Ana da Mota Gama Portocarrero. Er hatte zwei Schwestern. Filomeno war zweimal verheiratet; in erster Ehe mit Maria Amália Correia Possolo Gama Noronha. Aus dieser Ehe ging der Sohn Filomeno de Noronha Melo Cabral da Camara  hervor. Aus der zweiten Ehe mit Elvira Adelaide de Bolhões Maldonado entstammt die Tochter Maria Augusta da Câmara Gomes.

## Leben

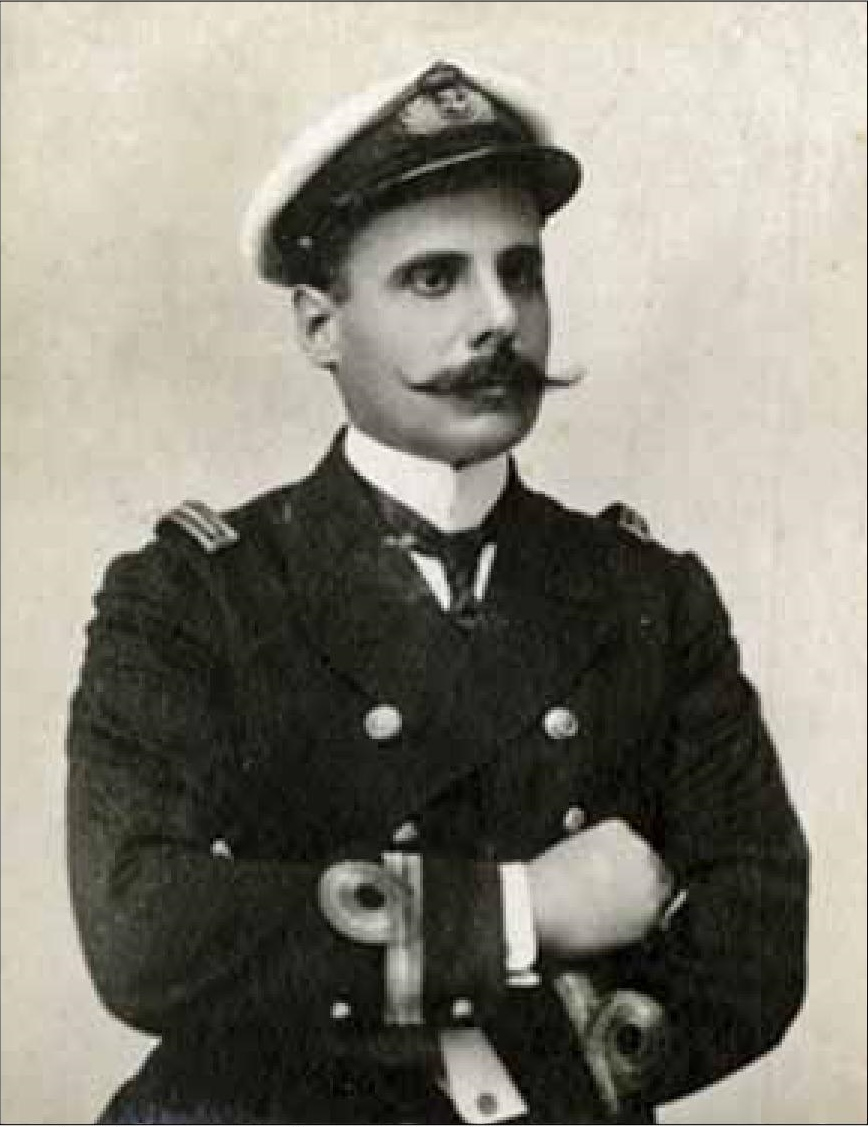
Cabral im Range eines Leutnants erster Klasse

Im November 1890 trat er in die Marine ein, im August 1893 erfolgte die Beförderung zum guarda–marinha (Unteroffizier). Er versah seinen Dienst auf den Kanonenbooten Limpopo und Douro, der Korvette Bartolomeu Dias und der Bark Cabinda. Die Schiffe waren alle in der Marinebasis von Angola stationiert. Im März 1895 wurde Cabral Leutnant zweiter Klasse und kehrte im Juni nach Lissabon zurück, nachdem er Dienst auf der Korvette Duque de Palmela und dem Kanonenboot Tejo versehen hatte. Im Dezember erhielt Cabral sein erstes Kommando: Das Kanonenboot Bengo, das in Portugiesisch-Indien stationiert war. 1898 erhielt er zusammen mit anderen Offizieren, eine Belobigung für die hydrografischen Kartierung der Bucht von Aguada und der Mündung des Mandovis. Von August 1900 bis November 1905 war Cabral Hafenkapitän von Mormugao, 1902 wurde er zum Leutnant erster Klasse befördert. Cabral war noch bis September 1906 in Indien. Das Vermessungsamt lobte seinen Eifer, Intelligenz und Eifer, insbesondere beim Aufbau und der Organisation des geologischen Labors. Im Oktober 1906 traf Cabral wieder in Lissabon ein und wurde im Juni 1907 Kommandant des Transportschiffes Álvaro de Caminha. Er unternahm Fahrten in den Südatlantik und den Indischen Ozean, bis er im Mai 1909 Stabschefs der Marineabteilung des Südatlantiks in Luanda wurde. Den Posten hatte er bis Juli inne. Im August wurde Cabral Hafenkapitän von Viana do Castelo.

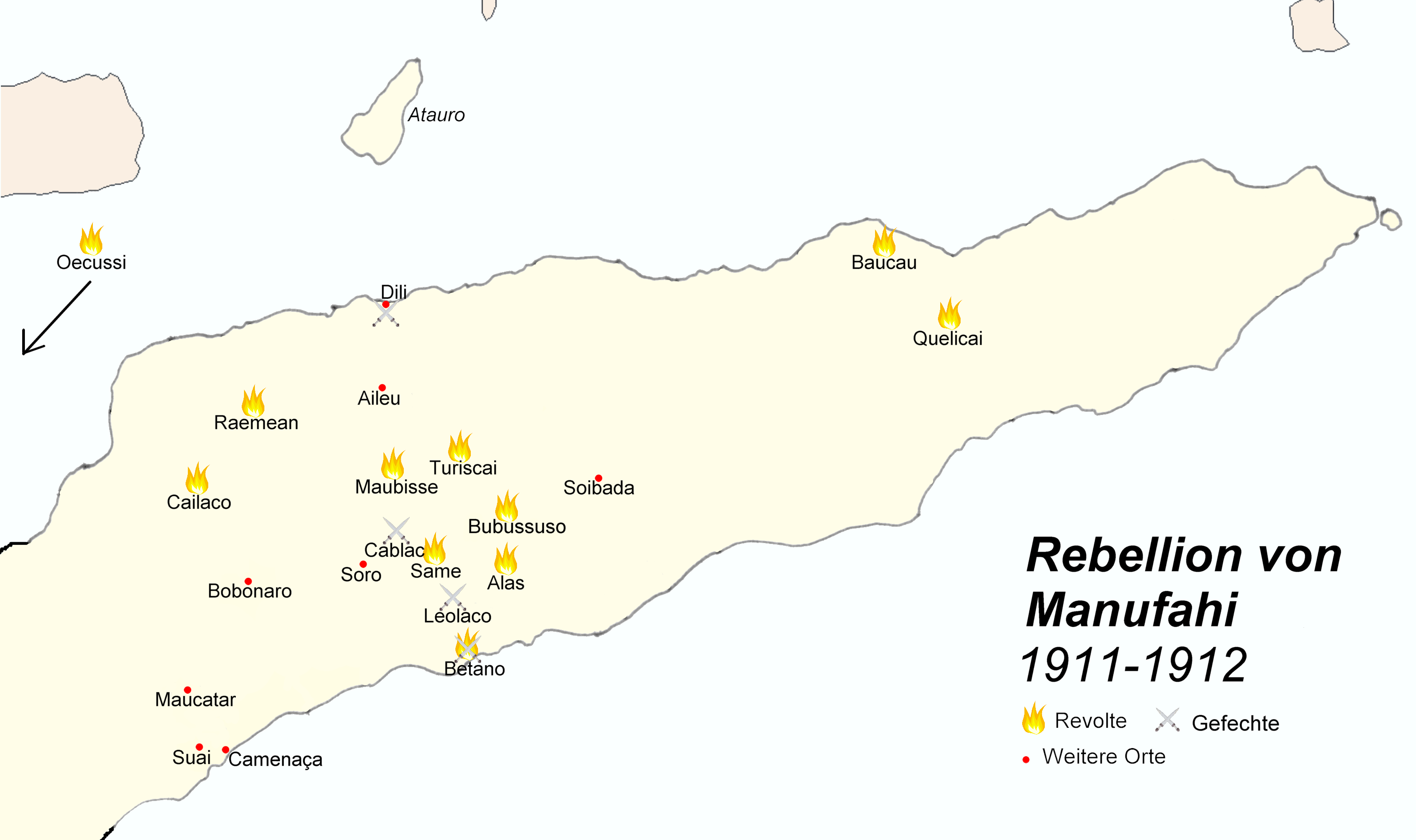
Rebellion von Manufahi 1911 bis 1912

1910 wurde Leutnant Cabral als erster von der Republik als Gouverneur von Portugiesisch-Timor entsandt. 1911 traf er in der Kolonie ein. Liberale Änderungen seines Vorgängers, des Interimgouverneurs José Carrazeda de Sousa Caldas Vianna e Andrade nahm Cabral wieder zurück. Er sah auch keine Notwendigkeit, der timoresischen Bevölkerung in der Republik ein Wahlrecht zu gewähren. Der großstädtische Wahlprozess habe in Timor keinen Platz, da „die Timoresen nicht über die intellektuellen Fähigkeiten verfügten, Abgeordnete zu wählen.“ Im Oktober 1911 verdoppelte Cabral die Kopfsteuer für Timoresen, was letztlich mit zum größten Aufstand der Timoresen gegen die portugiesischen Kolonialherren führte, die Rebellion von Manufahi unter Führung von Boaventura. Cabral führte den Feldzug gegen Boaventura, auch wenn ein direkter Einsatz im Feld durch den Gouverneur in dieser Zeit nicht üblich war, und konnte ihn schließlich gefangen nehmen. Im August 1912 wurde der Ausnahmezustand für die Kolonie wieder aufgehoben. Während des Krieges kam es zum Massaker am Berg Leolaco, bei dem die portugiesischen Truppen 3.000 eingekesselte Timoresen umbrachten, darunter Frauen und Kinder. Insgesamt schätzt man, dass infolge der Rebellion von Manufahi 15.000 bis 25.000 Menschen den Tod fanden. Es war der erste derartige Vorfall in der portugiesischen Kolonialgeschichte, weitere solche Massaker folgten in den portugiesischen Kolonien in Afrika. Im Juli 1913 reiste Cabral auf Befehl des Kolonialministers nach Lissabon, da es Beschwerden bezüglich der Grausamkeiten während des Krieges gegeben hatte. Unter anderem hatte er den verbündeten Timoresen die Kopfjagd erlaubt und soll bei der zeremoniellen Präsentation der Köpfe den traditionellen ersten Tritt gegen einen abgeschlagenen Kopf selbst ausgeführt haben. Gonçalo Pereira Pimenta de Castro übernahm solange den Posten des Interimgouverneurs. Nachdem die Vorwürfe abgeschmettert worden waren, kehrte Cabral im Februar 1914 auf den Gouverneursposten zurück. 1915 wurde Cabral zum Kapitänleutnant (capitão-tenente) befördert.
Aufgrund des Ersten Weltkriegs blieb er bis 1917 im Amt. Zu Beginn war Portugal neutral. Als im August 1914 vor der Ostspitze Timors der deutsche Kreuzer Emden auftauchte, reagierte Cabral ziemlich angriffslustig. Er ließ den Chef des Postens von Tutuala an Bord der Emden gehen und wies das Schiff an, dass es sofort die portugiesischen Gewässer zu verlassen habe. Zu Kampfhandlungen in der Kolonie kam es auch nicht, nach Kriegseintritt Portugals 1916 auf Seiten der Entente.
1917 erfolgte die Beförderung zum Fregattenkapitän (capitão-de-fragata). Im September endete Cabrals Amtszeit in Portugiesisch-Timor. Er hatte die Kolonie mit seinen Reformen bis in die 1940er Jahre hinein geprägt. Die Macht der Liurais, der traditionellen Herrscher, versuchte er zu umgehen, indem er nun die Sucos als unterste koloniale Verwaltungsebene einsetzte, vorbei an den Liurais. Zudem wurde eine Ebene darüber auch die zivile Verwaltung auf die 15 Militärkommandanturen aufgeteilt und die Liurais den Militärkommandanten unterstellt. Cabral trieb die landwirtschaftliche Entwicklung der Kolonie und den Straßenbau voran. In seiner Amtszeit wurde die erste Filiale der Banco Nacional Ultramarino in Dili eröffnet, sowie die erste Schule für Kunst und Handwerk und man begann mit der Suche nach Erdöl.

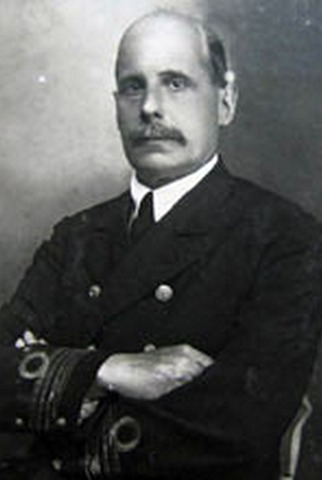
Cabral im Range eines Fregattenkapitäns

In den folgenden Jahren wurde die portugiesische Republik immer instabiler. Cabral schloss sich dem konservativen Flügel der Republikaner an. Am 5. Dezember 1917 putschte der Major Sidónio Pais gegen die Republik, ließ sich am 28. April 1918 zum Präsidenten wählen und errichtete einen autoritären Staat. Cabral gehörte zu seinen Unterstützern. Im Mai 1918 wurde Cabral zum Fregattenkapitän befördert und im September Generalgouverneur von Angola. Von der im Juni 1918 gegründeten nationalistischen Bewegung Cruzada Nun'Álvares (Cruzada Nacional D. Nuno Álvares Pereira) war Cabral einer der Anführer. Der gewaltsame Tod von Pais am 14. Dezember 1918, führte im März 1919 zu Cabrals Rücktritt als Generalgouverneur. Er kehrte zur Marine in die Aufsichtsbehörde der Marinebasis von Lissabon zurück und erhielt das Kommando über den Kreuzer São Gabriel. Von September 1920 bis Juni 1922 wurde Cabral zur Companhia de Moçambique abgestellt und im Januar 1923 zum Leiter der Personalabteilung zur Marine ernannt. Im Mai wurde er Kommandant des Zerstörers Tejo und im Juli 1924 zum Hafenkapitän von Caminha. In dieser Zeit unterstützte Cabral verschiedene politische Gruppen, die sich gegen die Regierung stellten.
Bereits im August 1924 wurde er wegen Verschwörungstätigkeiten angeklagt, aber freigesprochen. Am 18. April 1925 führte Cabral, zusammen mit Raul Augusto Esteves und João José Sinel de Cordes, einen Putschversuch von Teilen der Armee, der aber scheiterte. Vor dem Militärgericht im Sala do Risco des Arsenal da Marinha wurden die drei Männer im September überraschenderweise freigesprochen. Ihr Verteidiger hatte argumentiert:

„Diese Offiziere sind schuldig, aber sie verdienen keine Strafe. Das Vaterland ist todkrank, sie haben es nur retten wollen.“

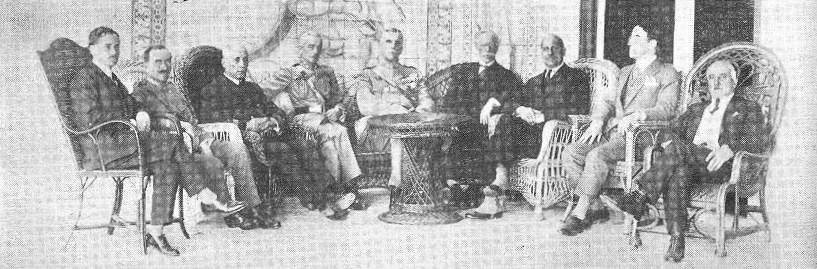
Minister der provisorischen Regierung (1926), Cabral hier der 3 v. l.

Im gleichen Jahr wurde Cabral Abgeordneter im Parlament von Ponta Delgada für die Partido Nacional Republicano. Am 28. Mai 1926 nahm Cabral am Staatsstreich teil, der der ersten Republik Portugals ein Ende setzte und den Weg in die Diktatur des Estado Novo bereitete. Vom 19. Juni 1926 an war Cabral Finanzminister der provisorischen Regierung unter General Gomes da Costa, bis dessen Regierung am 9. Juli durch eine Militärrevolte unter General António Óscar de Fragoso Carmona wieder abgesetzt wurde. Sinel de Cordes ersetzte Cabral als Finanzminister. Cabral wechselte im August in die Generaldirektion der Kolonien und kehrte dann in die Companhia de Moçambique zurück. Wieder in Lissabon engagierte er sich ab Mai 1927 wieder politisch. Zusammen mit Fidelino de Figueiredo, dem Direktor der Nationalbibliothek, versuchte er am 12. August im sogenannten „fünftem Staatsstreich“ (Revolta dos Fifis, Golpe dos Fifis) die Ditadura Nacional zu stürzen, um die autoritären Strukturen zu verstärken. Cabral wollte sich als Diktator machen lassen und Portugal in Richtung des italienischen Faschismus führen. Der Putsch wurde niedergeschlagen und Cabral nach São Tomé verbannt. Im März 1928 durfte er sein Exil weiter in Ponta Delgada verbringen.
Im Juni 1928 hatte sich die portugiesische Politik wieder zugunsten Cabrals verändert und seine Verbannung wurde aufgehoben. Im November wurde er zum erneut zum Generalgouverneur und Hochkommissar von Angola ernannt und im März 1929 zum Kapitän zur See befördert. Sein Regierungsstil war aber so autoritär, dass sich das lokale Militärkommando gegen die Administration erhob und es im März 1930 zum Aufstand in Luanda kam. Cabral wurde nach Lissabon abberufen und im April seines Postens enthoben, um die Gemüter in der Kolonie wieder zu beruhigen. Inzwischen hatte sich die Diktatur des Estado Novo stabilisiert und die revolutionäre Stimmung in Portugal ebbte ab. Mit der Ernennung zum Direktor des Seeverkehrsdienstes beim Marinearsenal im Mai 1930 verschwand auc bei Cabral sein Wille, politisch zu intervenieren.
Ein letztes Mal übte Cabral vom 18. August bis 6. Oktober 1931 mit dem Befehl über die leichte Übungsflotille ein Kommando auf See aus. Zum Abschluss wurde er zum Kommodore befördert. Im September wurde er stellvertretender Chef des Marinestabes und Mitglied der Technischen Kommission der Marine für Sport und trat 1932 einer Kommission der Abrüstungskonferenz bei sowie einer Kommission, die den Bau des Marinefliegerzentrums in Lissabon prüfen sollte. Im August 1933 wurde Cabral zum Chef des Marinestabes. Ein halbes Jahr später verstarb er.

## Auszeichnungen
Cabral war Träger des Turm- und Schwertordens, Ordensritter von Avis und des Christusordens. In den 1930er Jahren wurde der Ort Same von den Portugiesen in Vila Filomeno da Câmara umbenannt. Doch der Name setzte sich nicht durch und einige Jahre nach dem Zweiten Weltkrieg kehrte man zum alten Namen zurück.